# Rosička (okres Jindřichův Hradec)
Rosička (německy Rositschka) je obec v okrese Jindřichův Hradec v Jihočeském kraji. Obec leží na Dírenském potoce patnáct kilometrů severně od Jindřichova Hradce. Žije zde 63 obyvatel.

## Historie
První písemná zmínka o obci pochází z roku 1603.

## Obyvatelstvo
| Rok            | 1869 | 1880 | 1890 | 1900 | 1910 | 1921 | 1930 | 1950 | 1961 | 1970 | 1980 | 1991 | 2001 | 2011 | 2021 |
| -------------- | ---- | ---- | ---- | ---- | ---- | ---- | ---- | ---- | ---- | ---- | ---- | ---- | ---- | ---- | ---- |
| Počet obyvatel | 246  | 246  | 233  | 255  | 274  | 244  | 222  | 163  | 158  | 134  | 88   | 68   | 62   | 51   | 61   |
| Počet domů     | 33   | 37   | 37   | 37   | 39   | 40   | 42   | 43   | 39   | 35   | 29   | 41   | 46   | 47   | 49   |

## Obecní správa
Mezi lety 1850–1974 byla Rosička obcí v okrese Pelhřimov (1850–1930), posléze v okrese Kamenice nad Lipou (1950) a později v okrese Jindřichův Hradec. Od 1. ledna 1975 do 31. prosince 1991 patřila jako část města k Deštné a od 1. ledna 1992 je opět samostatnou obcí. V letech 1850–1899 k obci patřily Annovice a Drunče.

## Pamětihodnosti
- Cihelna – stavba z roku 1901, technická památka

## Galerie

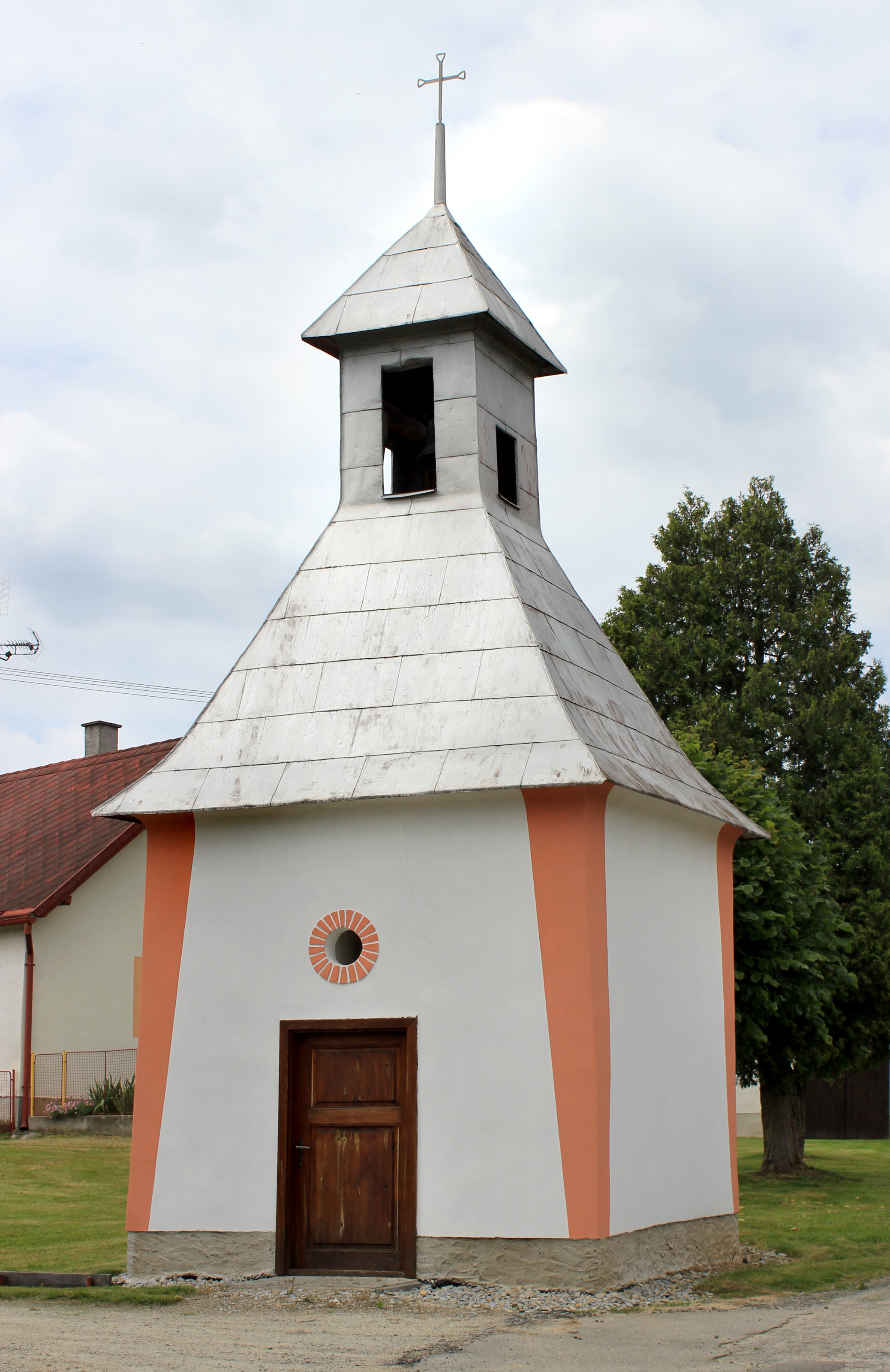
Kaple na návsi
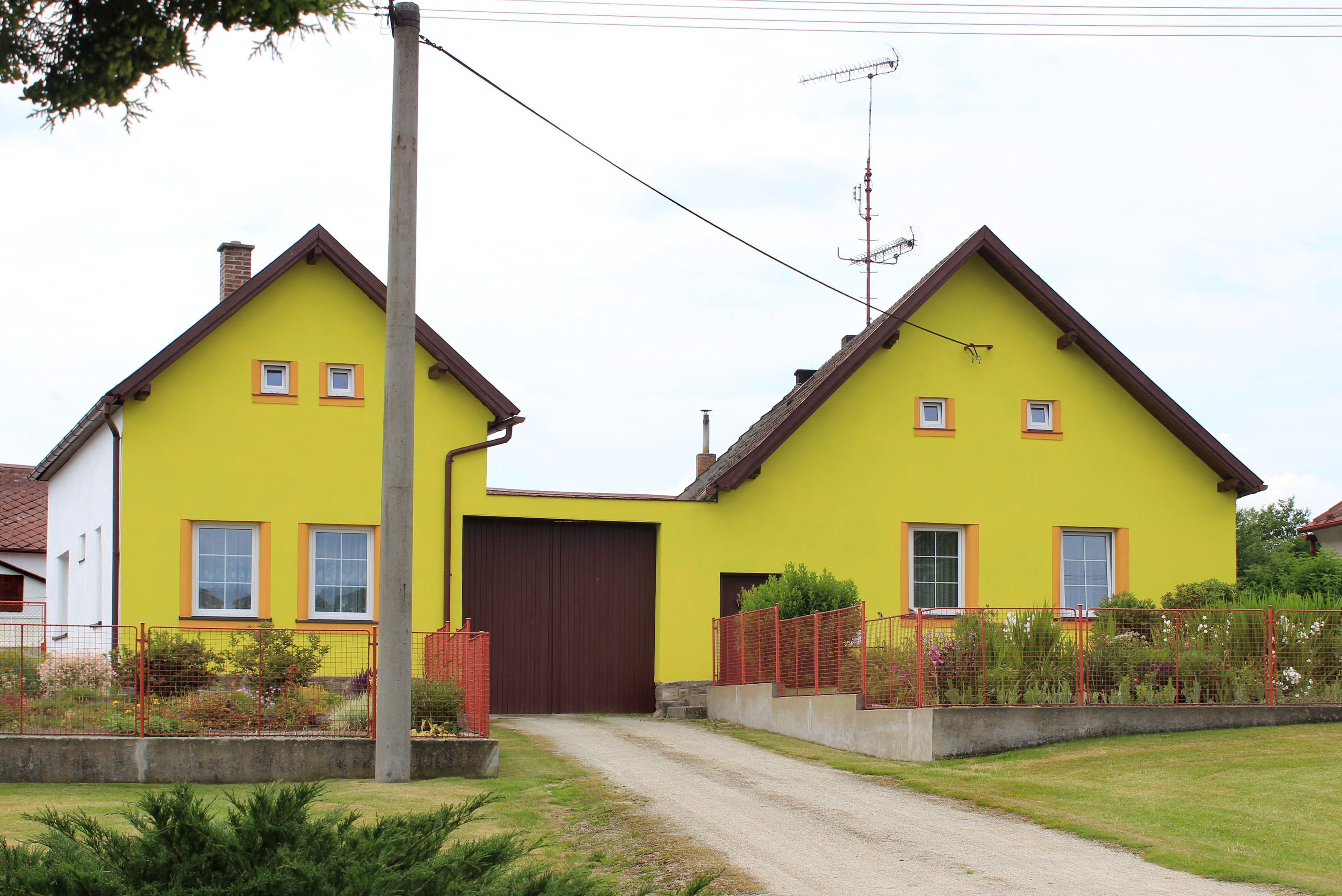
Bývalý statek
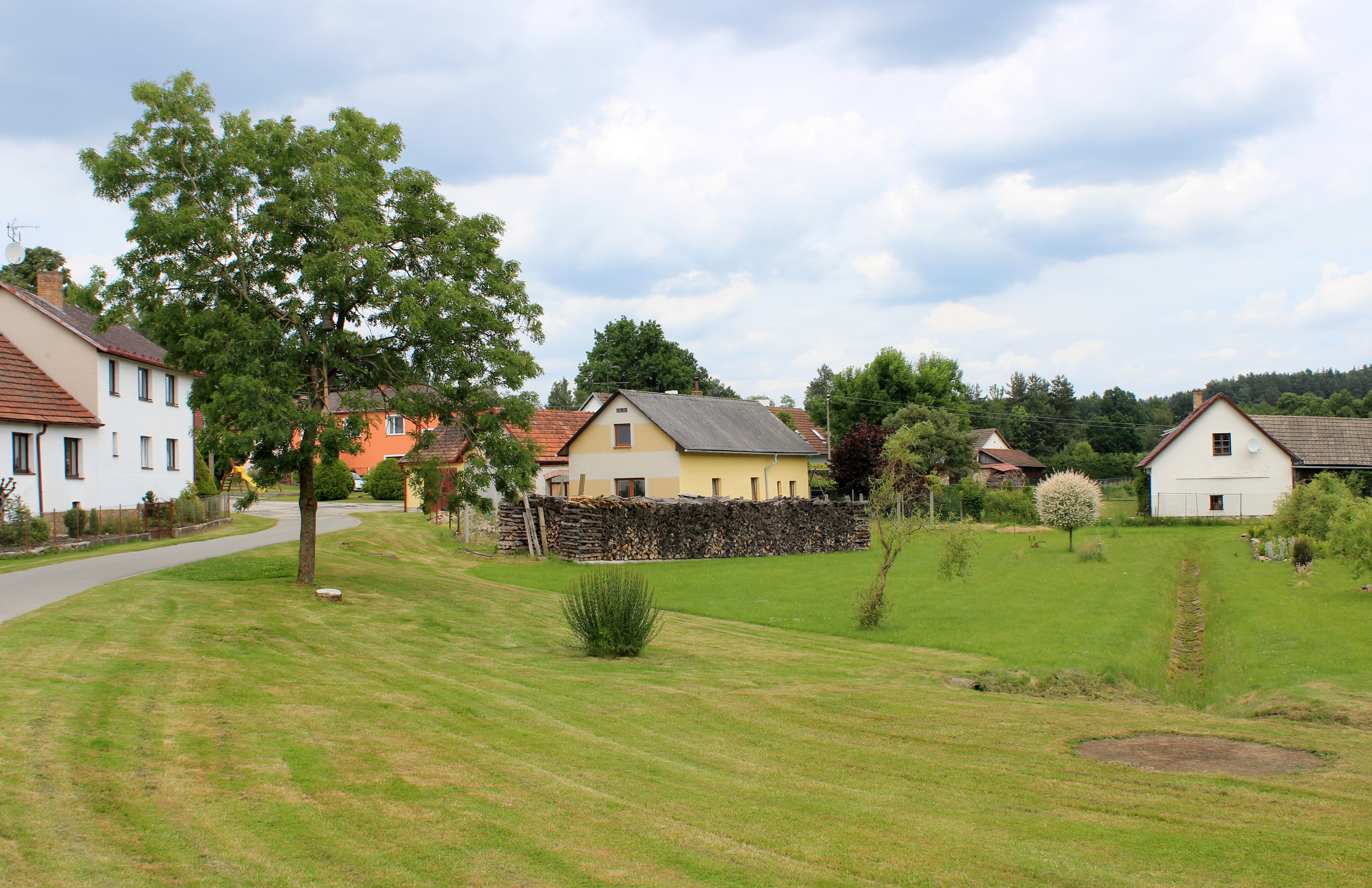
Dolní část obce u Dírenského potoka